# Santina di Gesù Scribano
Emanuela Giovanna Scribano, en religion Santina di Gesù Scribano, née le 4 décembre 1917 à Raguse, morte le 12 mai 1968, est une religieuse italienne, réputée pour sa sainteté. Elle est reconnue vénérable par le pape Benoît XVI en 2007.

## Biographie
Emanuela Giovanna Scribano naît le 4 décembre 1917 en Sicile, à Raguse,.
Elle ressent la vocation religieuse et entre en 1938 chez les Sœurs du Sacré Cœur de Raguse. Elle effectue sa profession religieuse en 1941, puis prononce ses vœux perpétuels en 1947. Elle prend le nom de sœur Santina di Gesù (Santina de Jésus).
Elle visite et sert les malades dans les hôpitaux et à travers la ville, mais en même temps elle se sent appelée à offrir sa vie offrir sa vie à Dieu, pour la sanctification des prêtres. Elle est atteinte en 1946 d'une maladie qui s'aggrave en 1951, l'empêchant de continuer à servir, et entraînant une paralysie progressive qui la force à être en fauteuil roulant à partir de 1962.
Elle se retire à Raguse dans la maison mère et y passe la fin de sa vie. Elle y reçoit des fidèles et des prêtres et les réconforte.
Elle meurt le 12 mai 1968,.

## Procédure en béatification
La procédure pour la béatification éventuelle de Maria Santina Scribano est d'abord instruite au plan diocésain, de 1985 à 1989,. Le dossier est ensuite transmis à Rome, qui valide la procédure diocésaine. La Positio est examinée par la Congrégation pour les causes des saints. Le 6 juillet 2007, le pape Benoît XVI autorise la publication du décret sur l'héroïcité de ses vertus, ce qui la reconnaît vénérable,.